# 코르시카멧토끼
코르시카멧토끼(Lepus corsicanus)는 토끼과에 속하는 포유류의 일종이다. 이탈리아 남부와 중부 지역 그리고 코르시카에서 발견되는 멧토끼이다. 아펜니노멧토끼 또는 이탈리아멧토끼로도 불린다.